# Festival mondial de la jeunesse et des étudiants

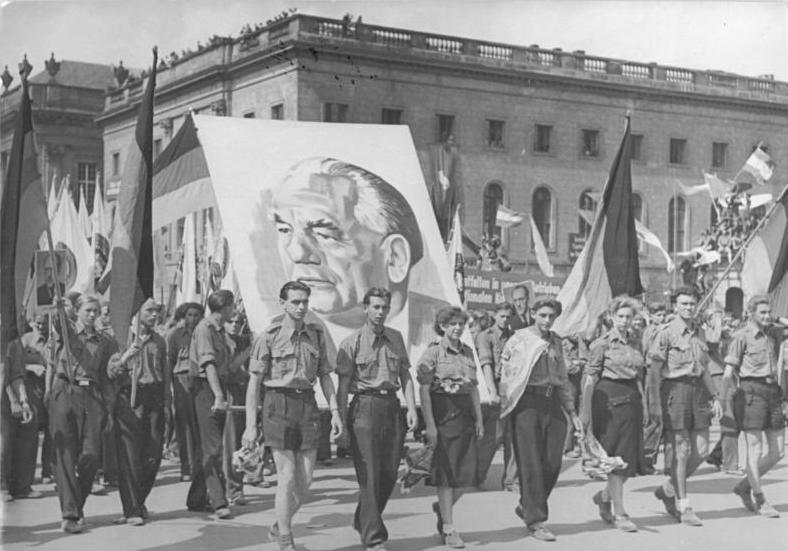
Défilé lors du troisième festival, organisé en 1951 en RDA.

Le festival mondial de la jeunesse et des étudiants est un évènement international organisé par la Fédération mondiale de la jeunesse démocratique, en collaboration avec l'Union internationale des étudiants depuis 1947.
Le plus grand festival a été le sixième, qui eut lieu à Moscou en juillet 1957, avec 34 000 personnes venues de 131 pays. Le 13e, organisé à Pyongyang en 1989 du 1er au 8 juillet 1989, a réuni le plus grand nombre de pays participants : 22 000 jeunes et étudiants venaient de 177 pays.

## Festivals organisés depuis 1947
| Édition      | Année | Ville      | Pays               |
| ------------ | ----- | ---------- | ------------------ |
| 1er festival | 1947  | Prague     | Tchécoslovaquie    |
| 2e festival  | 1949  | Budapest   | Hongrie            |
| 3e festival  | 1951  | Berlin-Est | Allemagne de l'Est |
| 4e festival  | 1953  | Bucarest   | Roumanie           |
| 5e festival  | 1955  | Varsovie,  | Pologne            |
| 6e festival  | 1957  | Moscou     | Union soviétique   |
| 7e festival  | 1959  | Vienne     | Autriche           |
| 8e festival  | 1962  | Helsinki   | Finlande           |
| 9e festival  | 1968  | Sofia      | Bulgarie           |
| 10e festival | 1973  | Berlin-Est | Allemagne de l'Est |
| 11e festival | 1978  | La Havane  | Cuba               |
| 12e festival | 1985  | Moscou     | Union soviétique   |
| 13e festival | 1989  | Pyongyang  | Corée du Nord      |
| 14e festival | 1997  | La Havane  | Cuba               |
| 15e festival | 2001  | Alger      | Algérie            |
| 16e festival | 2005  | Caracas    | Venezuela          |
| 17e festival | 2010  | Pretoria   | Afrique du Sud     |
| 18e festival | 2013  | Quito      | Équateur           |
| 19e festival | 2017  | Sotchi     | Russie             |